# Zgrupowanie „Brześć”
Zgrupowanie „Brześć”/Grupa „Brześć” – improwizowane w toku kampanii wrześniowej 1939 zgrupowanie pododdziałów Wojska Polskiego stanowiące równowartość wzmocnionego pułku piechoty.

## Formowanie i zmiany organizacyjne
9 września Naczelny Wódz marszałek Edward Śmigły-Rydz przebywający w Brześciu nad Bugiem powierzył bezpośrednio gen. bryg. w st. spocz. Konstantemu Plisowskiemu zorganizowanie obrony twierdzy brzeskiej i utrzymanie jej do czasu dotarcia do twierdzy oddziałów Samodzielnej Grupy Operacyjnej „Narew” lub nowo utworzonych jednostek na wschodnich obszarach II RP. Twierdza brzeska miała spełniać rolę samotnego izolowanego bastionu wysuniętego przed obronę Polesia. Pierwsze prace zmierzające do przygotowania twierdzy do obrony i utworzenia załogi przeznaczonej do jej obrony podjął komendant placu ppłk dypl. Tadeusz Lechnicki wraz z ppłk art. Stanisławem Giełbutowiczem komendantem miasta Brześcia. 11 września gen. bryg. Franciszek Kleeberg dowódca OK IX otrzymał rozkazy osobiście od Naczelnego Wodza odnośnie wydzielenia Brześcia jako samodzielnego ośrodka oporu. Ponadto otrzymał rozkazy odnośnie organizacji obrony na linii Brześć-Kobryń-Drohiczyn Poleski-Pińsk, z Brześcia do Włodzimierza Wołyńskiego wyjechało Naczelne Dowództwo WP. Brześć opuściła większość artylerii przeciwlotniczej, Ośrodek Zapasowy Artylerii Lekkiej nr 9, po sformowaniu improwizowanego 49 dywizjonu artylerii lekkiej, Ośrodek Artylerii Przeciwlotniczej nr 2 oraz pozostałości Centrum Wyszkolenia Obrony Przeciwlotniczej i Przeciwgazowej i część szpitali wojskowych. W dalszym ciągu kompletowany był garnizon twierdzy z jednostek marszowych i zapasowych, a także z przejeżdżających przez węzeł kolejowy w Brześciu jednostek zmobilizowanych. Kompletowano dowództwo obrony i zgrupowania w Brześciu.

## Działania bojowe

### Boje w obronie cytadeli brzeskiej
W dniu 13 września ze względu na szczupłość sił postanowiono bronić przede wszystkim cytadeli, a forty zewnętrzne obsadzić tylko placówkami z piechoty, do czasu podejścia głównych sił niemieckich. Na przedpolu działano patrolami i wypadami pociągów pancernych. Cytadeli i bezpośredniego przedpola broniła piechota wsparta pojedynczymi działonami armat 75 mm. Saperzy dokonali zniszczeń na bezpośrednim przedpolu i w twierdzy. Założyli pola minowe, zasieki, przygotowali zawały i przeszkody ppanc. na podejściach do cytadeli. Dodatkowo zaminowali mosty wiodące do cytadeli. 49 dal zajął stanowiska ogniowe na wschodnim brzegu Bugu; 1 i 2 baterie w rejonie lotniska Adamkowa jako artyleria przeciwpancerna, 3 bateria jako artyleria ppanc. zajęła stanowiska w rejonie koszar 35 pp 3 działonami i jednym działonem nad Bugiem. Cytadelę obsadzono piechotą, zajmując stanowiska strzeleckie na wałach, gdzie wykonano umocnienia polowe i w bramach i innych obiektach fortyfikacyjnych. Obronę północno-zachodniej części cytadeli od Bramy Saperskiej do Bramy Brzeskiej zorganizował batalion wartowniczy z 1 kompanią batalionu marszowego 33 pułku piechoty. W północno-wschodniej i wschodniej części na prawo od Bramy Brzeskiej, organizował obronę batalion marszowy 82 pułku piechoty. Na zachodnim odcinku obrony przy Bramie Terespolskiej obronę organizował batalion marszowy 34 pułku piechoty i batalion wartowniczy. Odcinek południowy obsadził i organizował tam obronę batalion marszowy 35 pułku piechoty. 113 kompania lekkich czołgów dozorowała przedpole twierdzy, a jeden pluton zabarykadował bramy cytadeli. Część 112 kompanii lekkich czołgów wkopano w ziemię, jako stałe gniazda karabinów maszynowych, część posłużyło do barykadowania bram. W każdej bramie ustawiono po jednej armacie 75 mm jako przeciwpancernej do strzelania na wprost. Stan liczebny garnizonu i Zgrupowania „Brześć” miał wynosić 3150 żołnierzy
13 września po południu w rejonie Adamkowa, nawiązano styczność bojową z pododdziałami rozpoznawczymi 20 Dywizji Piechoty Zmotoryzowanej podchodzącej wzdłuż wschodniego brzegu Bugu i 10 Dywizji Pancernej podchodzącej z północy. Obie te dywizje wchodziły w skład XIX Korpusu Armijnego (mot.) gen. por. Heinza Guderiana. Baterie 1 i 2 stoczyły walkę z niemieckimi czołgami i piechotą zmotoryzowaną pod osłoną kilku plutonów piechoty. Baterie utraciły w walce jako uszkodzone i niemożliwe do ewakuacji 3 armaty. Następnie pozostałe wycofały się do twierdzy. 14 września w godzinach przedpołudniowych oddziały 20 DPZmot. zmusiły do odwrotu z przedpola twierdzy 1 kompanię batalionu marszowego 33 pp wspartą 3 baterią artylerii, która wysyłała patrole rozpoznawcze w kierunku Wysokiego Litewskiego. W trakcie walki wspierająca bateria utraciła jedną armatę. Oddziały niemieckiej 10 DPanc. opanowały miasto Brześć. Na północ od cytadeli w ogródkach działkowych doszło do walki pomiędzy czołgami niemieckimi, a 113 kompanią lekkich czołgów wolnobieżnych, bez plutonu, wszystkie czołgi obu plutonów zostały zniszczone. Artyleria niemiecka ostrzeliwała forty północne i cytadelę Po południu batalion czołgów 8 pułku pancernego, ze wsparciem piechoty, wykonał atak na bramy cytadeli. Niemieckie czołgi zostały zatrzymane ogniem armat polowych, armat plot. i karabinów maszynowych. Jednak nagłe wdarcie się niemieckich czołgów do cytadeli uniemożliwiły czołgi Renault FT, którymi zatarasowano bramy. Po południu od strony wschodniej pod twierdzę dotarła częścią sił niemiecka 3 Dywizja Pancerna. Celem przeciwdziałania manewrowi okrążającemu twierdzy od wschodu, do walki skierowano pociąg pancerny nr 55 „Bartosz Głowacki” dowodzony przez kpt. Andrzeja Podgórskiego. Pociąg po dojechaniu do miasteczka Żabinka, ostrzałem artylerii odrzucił  od mostu na Muchawcu, na północ od Żabinki niemiecki pancerny oddział rozpoznawczy. Następnie ogniem artylerii i ckm pociąg zablokował przejazd kolejowy Żabinka-Kamieniec Litewski, odrzucając szpicę pancerno-motorową niemieckiej 3 DPanc. W trakcie walki utracił część swojego plutonu drezyn pancernych (czołgów). Próba odcięcia pociągu od Brześcia przez niemieckie czołgi nie powiodła się wobec silnego ostrzału artylerii „Bartosza Głowackiego”. Wobec podejścia większych sił niemieckiej 3 DPanc. i realnej groźby okrążenia, pociąg nr 55 wycofał się w rejon Brześcia. W kierunku Wysokiego Litewskiego wysłano kompanię piechoty z armatą przeciwpancerną, na rozpoznanie. Kompania na drodze Brześć-Wysoka Litewska zajęła stanowiska przed mostem na rzece Leśna pod wsią Katenborg. Kompania piechoty z armatą ppanc. zniszczyła 4 czołgi i 3 samochody pancerne, z niemieckiej 10 DPanc., ale sama utraciła 15 poległych i 18 rannych oraz została oskrzydlona przez niemieckie czołgi i motocyklistów. Od zniszczenia kompanię uratował pociąg pancerny nr 53 „Śmiały”, który ostrzałem artylerii i broni maszynowej powstrzymał atak czołgów i umożliwił kompanii wycofanie się do cytadeli. Pociąg powrócił pod Brześć, gdzie wraz pociągiem pancernym nr 55 uzupełnił paliwo i wodę. Ze względu na zajęcie dworca kolejowego i węzła kolejowego w Brześciu, na rozkaz gen. Konstantego Plisowskiego, oba pociągi pancerne w ostatniej chwili wyjechały z Brześcia, jedyną wolną jeszcze linią kolejową do Kowla. O godz. 19.00 rozpoczął się silny ostrzał artyleryjski i o godz. 20.00 oddziały 20 DPZmot. i 10 DPanc. podjęły natarcie na cytadelę w rejonie Bramy Brzeskiej od strony miasta. Po odparciu natarcia przez załogę tego odcinka, artyleria niemiecka podjęła ostrzał cytadeli, trwał przez całą noc 14/15 września.   
Rano 15 września lotnictwo niemieckie zbombardowało cytadelę, do szturmów na cytadelę przygotowano grupy uderzeniowe oblegających niemieckich dywizji. Pod osłoną ostrzału niemieckiej artylerii: od północy wzdłuż Bugu atakowała grupa bojowa 20 DPZmot., od północnego wschodu wzdłuż szosy Kamieniec Litewski-Brześć atakowała grupa bojowa z czołgami z 10 DPanc., ze wschodu przez miasto i od południa atakowały wydzielone oddziały 3 DPanc. Szturm został powstrzymany i odparty na wałach fortecznych. Kolejne natarcia piechoty wspartej czołgami i artylerią również odparto. Szczególnie duże straty zadawały stanowiska broni maszynowej na wałach i strzelające na wprost armaty polowe i przeciwlotnicze. Po odparciu szturmów niemieckich, do godz. 19.00 trwał ostrzał wykrytych celów i całego obiektu cytadeli przez niemieckie moździerze i artylerię. Straty niemieckie wynosiły ok. 10 unieruchomionych czołgów, straty własne ok. 100 zabitych i rannych. 16 września o świcie nasilił się ostrzał artylerii niemieckiej na cytadelę, strzelało 10 baterii niemieckich. Ok. godz. 10.00, po przygotowaniu artyleryjskim natarcia, do szturmu na cytadelę wyruszyły dwie taktyczne batalionowe grupy bojowe z 69 i 76 pp zmot. Jedna z nich atakowała bezpośrednio Bramę Brzeską, druga wzdłuż rzeki Muchawiec i torów kolejowych wiodących do cytadeli. Atak tych dwóch grup i innych drobnych pododdziałów maskujących główny atak, wdarł się na wały na odcinkach północnym, północno-wschodnim i wschodnim. Niemieckie jednostki zostały wyparte kontratakiem obrońców, którzy na czas nawał artyleryjskich ukryli się w obiektach fortecznych. Obrońcy twierdzy odparli oddziały niemieckie głównie w walce wręcz. Niemieckie bombowce Ju-87 kilkakrotnie atakowały stanowiska obrońców, powodując duże straty załogi i zniszczenia obiektów. Po odparciu szturmu artyleria niemiecka ostrzeliwała cytadelę do wieczora. Straty wynosiły ok. 40% stanu osobowego walczących oddziałów, utracono wszystkie armaty przeciwlotnicze z 3 baterii artylerii przeciwlotniczej, z 49 dal pozostało tylko 5 armat. Szpital był przepełniony rannymi. Straty poniosło dowództwo obrony. Ranny został gen. bryg. Konstanty Plisowski, ciężko ranny mjr Stanisław Komorowski, kontuzjowany ppłk dypl. Alojzy Horak.   
Na podstawie rozkazu gen bryg. Konstantego Plisowskiego garnizon miał się wycofać w kierunku południowym przez Bramę Terespolską, w nocy 16/17 września. Nocą 16/17 września na zachodni brzeg Bugu został przeprawiony 76 pp zmot., który miał całkowicie okrążyć twierdzę brzeską od strony południowo-zachodniej. Według planu załoga miała się wycofać z cytadeli przez Bramę Terespolską w kierunku południowym, zbiórka załogi była w rejonie Kodnia. Po rozminowaniu dróg do Terespola, przez 56 batalion saperów, pod osłoną batalionu marszowego 82 pp kpt. Wacława Radziszewskiego, rozpoczęła się ewakuacja załogi. Pozostawiono rannych żołnierzy. W twierdzy z niewiadomych przyczyn został do późnych godzin nocnych batalion marszowy 82 pp kpt. Radziszewskiego, pomimo rozkazu o odwrocie. W godzinach nocnych część pododdziałów pomyliła drogę i pomaszerowała do Terespola, zajętego przez oddziały niemieckie. Zostały zniszczone lub dostały się do niewoli. Załoga z Brześcia wyszła w dwóch kolumnach, prowadzono 9 ocalałych czołgów Renault FT. Do maszerującego zgrupowania dołączyła 1 bateria 61 pułku artylerii lekkiej. Resztki batalionu marszowego 82 pp opuściły twierdzę Brzeską przed świtem 17 września. Część dołączyła do oddziałów zgrupowania w rejonie Kodnia, a część rozproszyła się, niektórzy przebierając w cywilne ubrania, w tym kpt. Wacław Radziszewski wraz z grupką oficerów przedarł się za pierścień okrążenia. Odosobnione grupki obrońców broniły się jeszcze rano 17 września. Do niewoli spośród obrońców dostało się 8 oficerów i ok. 1200 szeregowych w większości rannych. Straty niemieckie oceniane jako zaniżone, miały wynieść 150-200 zabitych i ponad 50 rannych.      

### W marszu i boju przez Lubelszczyznę
W nocy z 16 na 17 września zgrupowanie wycofało się z twierdzy w kierunku Kodnia, poprzez Błotków Mały, Lebiedziów, Kożanówkę, Kopytów, Kąty, Zahorów do lasu Zaścianek koło Horoszczynki. Kodeń został zajęty przez niemiecki pododdział zmotoryzowany, który przyjechał z Terespola. 17 września gen. Plisowski, wraz z ppłk. Julianem Sosabowskim i adiutantem, po przekazaniu dowództwa zgrupowania ppłk dypl. Alojzemu Horakowi, odjechał w poszukiwaniu wojsk w kierunku Chełma. Dołączył on do Grupy Operacyjnej Kawalerii gen. bryg. Władysława Andersa. Ppłk dypl. Alojzy Horak zmienił nazwę zgrupowania na Grupę „Brześć”. Następnie podzielił grupę na dwie kolumny: motorową pod dowództwem ppłk Antoniego Korzeniowskiego z całym taborem motorowym, czołgami i ciągnikami z resztkami 3 baterii art. plot. i samodzielnych plutonów art. plot. i pieszą liczącą ok. 2 000 żołnierzy pod swoim dowództwem. Zadaniem obu grup było dotarcie do oddziałów WP na południu kraju. Grupa motorowa poruszać się miała drogami bitymi, grupa piesza drogami polnymi i lasami. Po odpoczynku wieczorem 17 września, kolumny podjęły marsz w kierunku południowo-zachodnim na Wisznice, Parczew. Dołączali żołnierze, którzy zdołali ewakuować się z Brześcia. 18 września w Żukach idący w straży tylnej batalion marszowy 35 pp, stoczył walkę z niemieckim pododdziałem z 3 DPanc. 19 września w rejonie Sosnówki po przekroczeniu drogi Wisznice-Sławatycze, kompania z batalionu marszowego 35 pp stoczyła walkę z niemieckim patrolem pancerno-motorowym. 20 września dołączył do zgrupowania w Chorszczynce 56 batalion saperów pod dowództwem por. Jana Polaczka, który jako ostatni zorganizowany oddział opuścił twierdzę Brzeską. Dołączyły również grupy żołnierzy z rozwiązanej Grupy „Włodzimierz”  Dokonano reorganizacji zgrupowania, które składało się z: batalionu marszowego  34 pp, batalionu marszowego 35 pp, 56 batalionu saperów (jako piechoty), baterii armat pozostałej z 49 dal. 21 września na zachód od Włodawy batalion marszowy 35 pp został ponownie zaatakowany przez pododdział pancerno-motorowy, w walce utracił 2 kompanię strzelecką. W trakcie dalszego marszu do Grupy „Brześć” dołączyły nadwyżki 25 pułku ułanów z Ośrodka Zapasowego Nowogródzkiej Brygady Kawalerii z Łukowa, w sile 5 oficerów i 300 ułanów. Dołączyła też kompania Legii Akademickiej z Warszawy. Po forsownych marszach 24 września grupa dotarła do Rejowca, natknięto tam na Grupę „Niemen” płk.Władysława Filipkowskiego. Razem z nią 26 września w rejonie lasów na zachód od Krasnegostawu,obie grupy weszły w skład Zgrupowania płk. dypl. Tadeusza Zieleniewskiego. Grupa motorowa przejechała przez Wisznicę, Parczew, Sosnowicę dotarła 19 września o świcie do Rogoźna koło Łęcznej, gdzie nawiązano kontakt z resztkami 10 Dywizji Piechoty. Rozkazem dowódcy 10 DP skierowana została do Rejowca, a następnie do rejonu Sokala.       
Grupa „Brześć” stacjonowała razem z Grupą „Niemen” w rejonie Sobieska Wola, Wysokie, Żółkiewka. Od 27 września praktycznie została podporządkowana płk. Władysławowi Filipkowskiemu, tego dnia oddziały grupy odpoczywały, przez cały dzień padały obfite deszcze. Rano 28 września nastąpił wymarsz poprzez Zakrzew, Batorz Ordynacki, Zdziłowice, Godziszów na Janów Lubelski. Grupa „Brześć” maszerowała na czele kolumny środkowej płk. Filipkowskiego, mając w straży przedniej 56 batalion saperów. Oddziały polskie maszerowały za ustępującymi na zachód oddziałami niemieckimi, a przed postępującymi od wschodu oddziałami sowieckimi. Bez kontaktu bojowego. Po dziennym marszu grupa zatrzymała się na nocleg w okolicach Godziszowa. 29 września o świcie kolumna środkowa wyruszyła przez Wólkę Ratajską i Białą Ordynacką na Janów Lubelski. Po dojściu do częściowo spalonego Janowa, rozpoznanie z 56 batalionu ustaliło obecność wojsk niemieckich w mieście, głównie jednostek tyłowych niemieckiej 27 Dywizji Piechoty i pododdziału SS. Jako pierwszy na miasto w szyku konnym uderzył dywizjon kawalerii rtm. Bernsteina z Grupy „Kowel”, kawalerzyści rozbili na rynku kolumnę samochodową, umożliwili tym samym natarcie piechoty. Natarcie prowadził na miasto z Grupy „Niemen” 77 pułk piechoty ppłk. Stanisława Gąsiorka, na czele z II batalionem kpt. Leona Gnatowskiego, z Grupy „Brześć” 56 batalion saperów. Natarcie prowadzone wzdłuż ulic i ruin domów doprowadziło do opanowania prawie całego miasta. W rejonie parku miejskiego natarcie zostało zatrzymane ostrzałem z murowanego kompleksu więzienia i poczty. Po kilkugodzinnej walce i użyciu artylerii złamano opór pododdziału SS w budynkach więzienia. Wzięto do niewoli ok. 75-100 jeńców, zadano straty osobowe w zabitych i rannych, zniszczono dużą ilość samochodów. Poległo kilkudziesięciu oficerów i żołnierzy, w tym ppłk Tadeusz Lechnicki. Oddziały, które nie brały udziału w walce obeszły miasto od wschodu i pomaszerowały przez Przyborowie, Obrówkę, Szklarnię do rejonu Momot. Dotarły do wsi Domostawa, Zdziary. Po walce do swoich grup dołączyły oddziały, biorące udział w boju w Janowie Lubelskim.      
Rano 30 września rano kolumna płk. Filipkowskiego ześrodkowała się we wsiach: Domostowa, Kąty, Kutyły, Zdziary, Majdan Jarociński. Czołowe oddziały znajdowały się 6-7 km od Sanu. Zostały wysłane patrole w celu rozpoznania przepraw i brodów na Sanie. Podczas postoju do płk. dypl. Tadeusza Zieleniewskiego przybyli parlamentariusze sowieccy i  niemieccy z propozycja kapitulacji. Rozpoznana 30 września przez patrole rzeka San nadawała się do przeprawy w bród, lecz po drugiej stronie znajdowały się okopane oddziały niemieckiej piechoty, natomiast od wschodu napierały sowieckie oddziały kawalerii i piechoty. Za liniami niemieckimi znajdowały się pancerno-motorowe oddziały odwodowe, gotowe do dotarcia do Sanu w okresie do 2 godzin. Podczas narady dowódców grup, w tym ppłk. Horaka, podjęto decyzję o kapitulacji przed wojskami sowieckimi. W nocy 30 września do 1 października do sztabu sowieckiej 140 Dywizji Strzeleckiej we Frampolu pojechał płk. dypl. Tadeusz Zieleniewski wraz z ppłk. Julianem Sosabowskim, gdzie podpisali kapitulację zgrupowania. Po ukryciu i zniszczeniu części broni, 2 października Grupa „Brześć” złożyła broń we wsi Bukowa, jak pozostałe grupy.

## Organizacja i obsada personalna Zgrupowania/Grupy „Brześć”
- Dowództwo[23]
  - dowódca – ppłk art. Stanisław Giebułtowicz (9–11 IX)
  - dowódca – gen. bryg. w st. spocz. Konstanty Plisowski (11–17 IX)
  - dowódca – ppłk dypl. Alojzy Horak (od 17 IX dowódca Grupy)
  - zastępca dowódcy Grupy – ppłk Julian Andrzej Sosabowski (od 18 IX)
    - adiutant – ppor. rez. Jan Nepomucen Antoni Mazarski

  - dowódca piechoty – ppłk piech. Julian Andrzej Sosabowski (od 18 IX zastępca dowódcy Grupy)
    - oficer sztabu – ppłk piech. st. sp. Konstanty Pereświet-Sołtan

  - dowódca OPL – ppłk Antoni Korzeniowski
- Sztab
  - szef sztabu – ppłk dypl. Alojzy Horak (od 17 IX dowódca zgrupowania)
  - dowódca łączności – kpt. łącz. Jerzy Jeżewski

- pluton żandarmerii  – por. Kazimierz Mazurek
- kompania łączności – ppor. rez. Lucjan Śliwiński
- batalion marszowy 34 pułku piechoty – kpt. Tadeusz I. Z. Radziszewski
  - zastępca dowódcy batalionu – kpt. Aleksander Stoma[24]
  - adiutant batalionu – ppor. rez. Edward Paprzycki
  - dowódca 1 kompanii strzeleckiej – ppor. Józef Maciąg[25]
  - dowódca 2 kompanii strzeleckiej – ppor. Tadeusz Florczyk[25]
  - dowódca 3 kompanii strzeleckiej – ppor. Czesław Głąbski[26]
  - dowódca kompanii ckm – ppor. rez. Mieczysław Mierzyński
- batalion marszowy 35 pułku piechoty – kpt. Zdzisław Baczyński
  - adiutant batalionu – ppor. rez. Wincenty Pawłowicz
  - dowódca 1 kompanii strzeleckiej  – por. rez. Antoni Flisiuk
  - dowódca 2 kompanii strzeleckiej – por. rez. Józef Alfer[24]
  - dowódca kompanii ckm – ppor. rez. Bogdan Jasiński[26]
- batalion marszowy 82 pułku piechoty – kpt. Wacław Radziszewski
  - dowódca 1 kompanii strzeleckiej – por. rez. Aleksander Gradziuk[25]
  - dowódca 2 kompanii strzeleckiej – ppor. rez. Witold Skwierczyński[25]
  - dowódca kompanii ckm – por. rez. Jan Słomka[24]
- batalion wartowniczy Nr 91 (bez kompanii)
- batalion wartowniczy Nr 92
- 1 kompania batalionu marszowego 33 pułku piechoty – kpt. rez. Józef Szczupak

- 49 dywizjon artylerii lekkiej ( z OZAL nr 9)
  - dowódca dywizjonu – mjr Stanisław II Komornicki (ur. 26 VIII 1898)
  - oficer zwiadowczy – ppor. Jan Sztejnbis
  - oficer łączności – por. rez. Paweł Durko
  - dowódca 1 baterii – kpt. art. Arseni Mielniczuk
  - dowódca 2 baterii – kpt. rez. Marian Westfalewicz
    - oficer ogniowy – ppor. Witold Lipiński
    - dowódca plutonu – ppor. rez. mgr Józef Roszkowski (poległ 14 IX)

  - dowódca 3 baterii – kpt. Tadeusz Janiszewski
    - oficer ogniowy – por. Piotr Lebiedzki

- 3 bateria artylerii przeciwlotniczej motorowa Typ A 3 DP Leg.
  - dowódca baterii – kpt. Stanisław Małecki
- 56 batalion saperów 39 DP (rez.)
  - dowódca batalionu – mjr Tadeusz Górecki (do 13 IX), por. Jan Adam Polaczek
  - adiutant – ppor. rez. inż. Zbigniew Ihnatowicz
  - dowódca 1 kompanii – por. Mieczysław Norbert Stankiewicz
  - dowódca 2 kompanii – por. Jan Adam Polaczek (od 13 IX dowódca batalionu), ppor. rez. Kazimierz Giaro
    - dowódca plutonu – ppor. rez. Kazimierz Giaro

  - dowódca kolumny saperskiej – por. Kazimierz Kuźba
- pociąg pancerny Nr 53 – kpt. Andrzej Podgórski
- pociąg pancerny Nr 55 – kpt. Mieczysław Malinowski
- 112 kompania lekkich czołgów wolnobieżnych – por. Jerzy Ostrowski
- 113 kompania lekkich czołgów wolnobieżnych – por. Wacław Stoklas
- pluton czołgów rozpoznawczych (zaimprowizowany w 4 Batalionie Pancernym) –
- 93 kompania km plot. typ B – por. rez. Józef Kaźmierowski
- 903 pluton art. plot. - ppor. Feliks Szymoński
- 905 pluton art. plot. – ppor. Mirosław Jasiński